# Bazinval
Bazinval is een gemeente in het Franse departement Seine-Maritime (regio Normandië) en telt 299 inwoners (1999). De plaats maakt deel uit van het arrondissement Dieppe.

## Geografie
De oppervlakte van Bazinval bedraagt 7,1 km², de bevolkingsdichtheid is 42,1 inwoners per km².
De onderstaande kaart toont de ligging van Bazinval met de belangrijkste infrastructuur en aangrenzende gemeenten.

## Demografie
Onderstaande figuur toont het verloop van het inwonertal (bron: INSEE-tellingen).